# Vanessa De Roide
Vanessa De Roide (Carolina, Puerto Rico; 1 de agosto de 1987) es una presentadora y modelo puertorriqueña. En 2012 ganó el certamen de belleza Nuestra Belleza Latina.

## Nuestra Belleza Latina
De Roide ganó el certamen de belleza de Nuestra Belleza Latina 2012 el 20 de mayo de ese mismo año. Además, obtuvo un contrato de un año con Univisión, 250 000 USD y etc, lo que la convirtió en la segunda mujer puertorriqueña en ganar el certamen, después de Melissa Marty en 2008, y apareció en la portada de la revista Cosmopolitan en Español en 2012.

## Carrera televisiva
En mayo de 2012, tras ganar Nuestra Belleza Latina, De Roide se incorporó a la cadena Univisión, donde hizo apariciones en varios programas, como El gordo y la flaca, Sábado Gigante, Despierta América y Sal y Pimienta. Más tarde se convirtió en presentadora del backstage de la tercera temporada de Mira Quien Baila. Trabajó como modelo en Sábado Gigante hasta el final del programa el 19 de septiembre de 2015.